# Сан-Стефано (село)
Сан-Стефàно е село в Югоизточна България, община Карнобат, област Бургас.

## География
Село Сан-Стефано се намира на около 49 km западно от центъра на областния град Бургас, около 16 km юг-югозападно от общинския център град Карнобат и около 31 km изток-североизточно от град Ямбол. Разположено е сред ниските хълмове в Хисаро-Бакаджишкия праг, западно от вододелната му линия. Надморската височина в центъра на селото е около 230 m и нараства на югоизток до около 250 – 260 m.
Общински път води от Сан-Стефано: на север през селата Железник и Крумово градище до връзка с третокласния републикански път III-795, а на юг през село Добриново до село Житосвят и връзка там с пътя III-795.
Землището на село Сан-Стефано граничи със землищата на: село Деветак на северозапад и север; село Железник на север; село Смолник на изток; село Добриново на юг; село Богорово на юг; село Недялско на югозапад; село Маленово на запад; .
В землището на Сан-Стефано има 3 язовира.

## История
След Руско-турската война 1877 – 1878 г., по Берлинския договор 1878 г. селото остава в Източна Румелия; присъединено е към България след Съединението през 1885 г.
През 1934 г. селото с дотогавашно име Исмаѝл-факъ̀ е преименувано на Сан-Стефано.

## Население
Населението на село Сан-Стефано наброява 1154 души при преброяването към 1934 г. и 1217 към 1946 г., намалява до 349 към 1985 г. и 77 (по текущата демографска статистика за населението) към 2021 г.

### Етнически състав
Преброяване на населението през 2011 г.
Численост и дял на етническите групи според преброяването на населението през 2011 г.:
|                     | Численост |
| Общо                | 116       |
| Българи             | 114       |
| Турци               | -         |
| Цигани              | -         |
| Други               | -         |
| Не се самоопределят | -         |
| Неотговорили        | 1         |

## Обществени институции
Изпълнителната власт в село Сан-Стефано към 2022 г. се упражнява от кметски наместник.
В село Сан-Стефано към 2022 г. има:
- действащо читалище „П. Р. Славейков – 1927 г.“;[8][9]
- православна църква „Свети Архангел Михаил“;[10]
- пощенска станция.[11]

## Редовни събития
- На 1 май всяка година се провежда събор.